# Кабесейраш-де-Башту (район)
Кабесейраш-де-Башту (порт. Cabeceiras de Basto) — район (фрегезия) в Португалии, входит в округ Брага. Является составной частью муниципалитета Кабесейраш-де-Башту. Находится в составе крупной городской агломерации Большое Минью. По старому административному делению входил в провинцию Минью. Входит в экономико-статистический субрегион Аве, который входит в Северный регион. Население составляет 868 человек на 2001 год. Занимает площадь 24,52 км².